# Canards rochelais
Les Canards rochelais est un club de natation et de water-polo de La Rochelle. Son équipe masculine de water-polo évolue en championnat de nationale 1 pour la saison 2010-2011.

## Historique
Le club est fondé en 1939 par Lucien Maylin, surnommé le « Père Canards » et affilié à la Fédération française de natation depuis 1942.
L'équipe de water-polo est promue dans le championnat de France de water-polo de nationale 2A pour la saison 2008-2009. Elle remporte le championnat de national 2 en 2010 et est promue en national 1 pour la saison 2010-2011.